# Damir Kuziembajew
Damir Sabitowicz Kuziembajew (ros. Дамир Сабитович Кузембаев; 2 listopada 1991) – kazachski zapaśnik walczący w stylu klasycznym. Srebrny medalista mistrzostw Azji w 2017; brązowy w 2016 i 2019. Drugi na mistrzostwach świata wojskowych w 2013. Czwarty w Pucharze Świata w 2016 i siódmy w 2017 roku.